# 叶夫根尼·斯莫连采夫
叶夫根尼·阿列克谢耶维奇·斯莫连采夫（俄语：Евгений Алексеевич Смоленцев，1923年3月3日—2017年1月11日）是苏联/俄罗斯律师，曾任苏联最高法院院长。

## 生平
1923年生于马里埃尔共和国庫熱涅爾區农民家庭。在斯维尔德洛夫斯克（现葉卡捷琳堡）学习和工作。1972年，成为苏联最高法院的一名法官。
1987年9月28日，苏共中央成立了调查20世纪30年代至50年代斯大林时期镇压情况的委员会并平反受害者，斯莫连采夫担任首任主席。1988年10月11日，亚历山大·尼古拉耶维奇·雅科夫列夫接任。
1989年6月6日，斯莫连采夫在苏联人民代表大会上当选苏联最高法院院长。
1991年10月，斯莫连采夫访问北京，24日晚在人民大会堂会见了最高人民法院院长任建新。25日下午在人民大会堂会见了乔石等领导人。
2017年1月11日在莫斯科去世。根据遗嘱，他被安葬在葉卡捷琳堡的伊万诺夫公墓。